# Galleon (jeu vidéo)
Pour les articles homonymes, voir Galleon.
Galleon est un jeu vidéo d'action-aventure développé par Toby Gard, créateur du premier Tomb Raider avec l'aide du studio Confounding Factor et édité par SCi, sorti en 2004 sur Xbox.

## Trame
Le joueur incarne le rôle de Rhama Sabrier, un capitaine de navire en quête d'aventures. Il n'y a pas d'indications précises sur le lieu ou l'époque auxquelles se déroulent le jeu, on y combat des pirates mais aussi divers monstres.
Au début du jeu, Rhame est amené à enquêter sur un mystérieux galion qui le mènera sur six îles différentes. Il lui faut au cours de l'aventure combattre, explorer et réfléchir.

## Système de jeu
Galleon est un jeu d'action-aventure en vue à la troisième personne.

## Galleon: Dawn
Une adaptation du jeu pour téléphones mobiles nommée Galleon: Dawn, développée par 8Bit Games et éditée par Digital Bridges, est publiée en 2004. Elle obtient la note de 7,2/10 (« bon ») sur GameSpot.